# Gina Marie Tolleson
Gina Marie Tolleson (Spartanburg, 26 de março de 1969) é uma modelo e rainha da beleza dos Estados Unidos  que venceu o concurso Miss Mundo 1990.
Ela foi a segunda de seu país a vencer este concurso, tendo sido precedida por Marjorie Wallace em 1973.

## Biografia
Foi casada de 1994 a 1999 com o ator Alan Thicke, com quem teve um filho, chamado Carter. Ela havia conhecido o ator durante o Miss Mundo 1991.
De acordo com o The Celebs Closet, após o divórcio ela preferiu não falar sobre o assunto e se manter afastada da vida pública por vários anos.
Atualmente é casada com Christian Wiesenthal, com quem tem outros dois filhos. 

## Participação em concursos de beleza
Gina primeiro venceu o Miss South Carolina USA 1990, posteriormente ficando em 2º lugar no Miss USA 1990.
Depois foi Miss World America 1990,  o que lhe garantiu o direito de ir ao Miss Mundo 1990, concurso que ela venceu no London Palladium, em Londres, ao derrotar outras 80 candidatas. 